# Barratt-Due-Musikinstitut

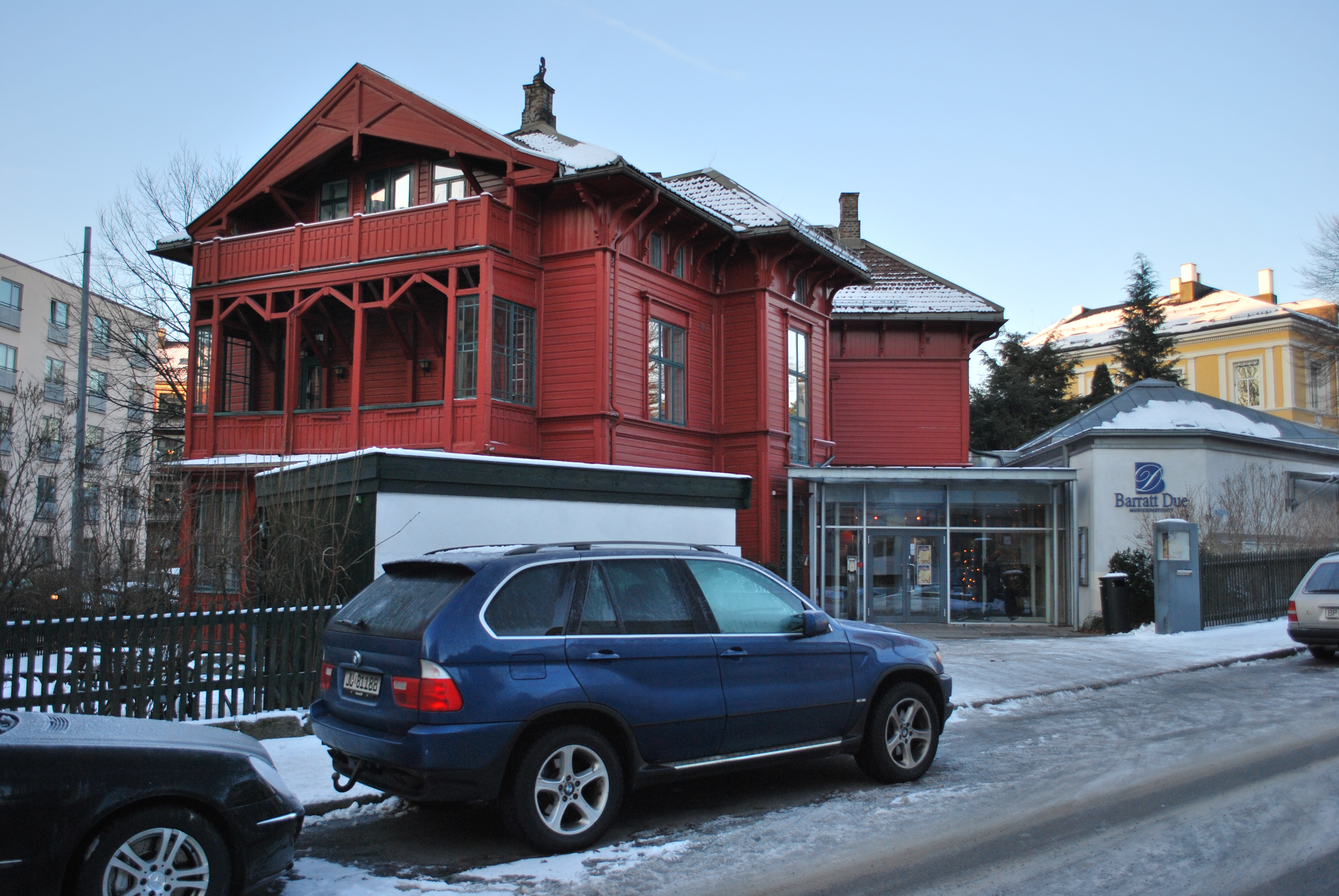
Schulgebäude

Das Barratt-Due-Musikinstitut ist eine Musikschule in Oslo.

## Geschichte
Das Barratt-Due-Musikinstitut (Barratt Due musikkinstitutt) wurde am 18. September 1927 in Oslo von der norwegischen Pianistin Mary Barratt Due (1888–1969) und deren Mann, dem amerikanisch-norwegischen Geiger Henrik Adam Due (1891–1966) gegründet.
Es ist seit 1986 eine private Stiftung, die jedoch vom norwegischen Staat subventioniert wird. Das Institut bietet Musikunterricht vom Säuglingsalter bis zur Hochschulreife an, das Motto lautet: „Vom Musikkindergarten zum Konzertpodest“.
Zum Institut gehören heute mehrere Orchester.